# 孟集镇
孟集镇，是中华人民共和国安徽省六安市霍邱县下辖的一个乡镇级行政单位。

## 行政区划
孟集镇下辖以下地区：
汲东社区、王圩村、胡埠村、薛岗村、大树村、中心店村、胡郢村、南汪村、吴家岗村、孟集村、郭中郢村、徐郢村、桥塘村、黄冲村、姜嘴村和双岗村。